# フランク・ヴィンセント
フランク・ヴィンセント（Frank Vincent, 本名：Frank Vincent Gattuso Jr.、1937年4月15日 - 2017年9月13日）は、アメリカ合衆国の俳優、声優。

## 来歴
マサチューセッツ州ノースアダムズ出身、ニュージャージー州ジャージーシティで育つ。イタリア系アメリカ人。
当初はミュージシャンとして活躍したが、後に俳優に転向、マーティン・スコセッシ監督に見い出され、『レイジング・ブル』に出演、その後、スコセッシの映画『グッドフェローズ』や『カジノ』、テレビドラマ『ザ・ソプラノズ 哀愁のマフィア』のフィル・レオタルドなど、マフィア役を多く演じたことで知られた。また、ビデオゲーム『グランド・セフト・オートIII』シリーズのマフィア「レオーネファミリー」の首領サルヴァトーレ・レオーネの声も担当している。
2017年9月13日、ニュージャージー州の病院で死去、80歳。心臓発作を起こし開胸手術を受けたが、その後外科的合併症を発症して亡くなったという。

## 主な出演作品

### 映画
- レイジング・ブル Raging Bull (1980)
- ベイビー・イッツ・ユー Baby it's you (1983)
- パッショネイト 悪の華 The Pope of Greenwich Village (1984)
- ドゥ・ザ・ライト・シング Do the Right Thing (1989)
- ブルックリン最終出口 Last Exit to Brooklyn (1989)
- グッドフェローズ Goodfellas (1990)
- ストリート・ハンター/狼が眠る街 Street Hunter (1990)
- 愛を殺さないで Mortal Thoughts (1991)
- ジャングル・フィーバー Jungle Fever (1991)
- モブジャスティス/殺しの掟 Dead and Alive: The Race for Gus Farace (1991) テレビ映画
- カジノ Casino (1995)
- アニマル・ルーム Animal Room (1995)
- 彼女は最高 She's the One (1996)
- グラインド Grind (1996)
- ゴッチ・ザ・マフィア/武闘派暴力組織 Gotti (1996) テレビ映画
- NY検事局 Night Falls on Manhattan (1996)
- コップランド Cop Land (1997)
- コーザ・ノストラ Witness to the Mob (1998) テレビ映画
- Money Kings Vig (1998) テレビ映画
- ネットフォース NetForce (1999) テレビ映画
- ウィズアウト・ユー Entropy (1999)
- イズント・シー・グレート Isn't She Great (2000)
- ガンシャイ Gun Shy (2000)
- マイアミ・ガイズ -俺たちはギャングだ- The Crew (2000)
- リターン トゥ ニューヨーク 裏切りの街 Under Hellgate Bridge (2000)
- 最後の銃撃 Chicago Overcoat (2009)

### テレビドラマ
- ロー&オーダー Law & Order (1991-1999)
- NYPDブルー NYPD Blue (2000)
- ザ・ソプラノズ 哀愁のマフィア The Sopranos (2004-2007)

### 声優
- グランド・セフト・オートIII Grand Theft Auto III (2001) ビデオゲーム
- シャーク・テイル Shark Tale (2004) アニメ映画
- グランド・セフト・オート・サンアンドレアス Grand Theft Auto:San Andreas (2004) ビデオゲーム
- グランド・セフト・オート・リバティーシティ・ストーリーズ Grand Theft Auto:Liberty City Stories (2005) ビデオゲーム
- ミスター・ピクルス Mr. Pickles (2014-2016) テレビアニメ